# Carlos Gómez Barrera
Carlos Gómez Barrera (Payo Obispo, hoy Chetumal, Quintana Roo, 19 de mayo de 1918 - México, D. F., 17 de marzo de 1996). Fue un músico y compositor mexicano, líder sindical de los compositores y diputado federal.
Inició sus estudios básicos en la ciudad de Chetumal, posteriormente se trasladó a la Ciudad de México e inició estudios en la Escuela Nacional de Agricultura de Chapingo que no llegó a concluir por problemas de salud, pronto se dedicó de lleno a la composición musical, siendo su primera composición la Marcha de las reservas de Quintana Roo con la que participó en el concurso para seleccionar la Marcha Nacional de las Reservas organizada por el periódico El Universal en 1943 y que quedó en décimo lugar nacional y primero en Quintana Roo. El jurado estuvo integrado por Juan León Mariscal Canseco, José Francisco Vázquez Cano y Julián Carrillo Trujillo, autor del Sonido 13. Posteriormente vinieron otras composiciones dedicadas a su estado natal en donde destacan Leyenda de Chetumal, Cozumel, Navidad en Isla Mujeres, Mi homenaje a Cancún, Inútil es fingir, Milagro de amor, Falsos Juramentos, Que me castigue Dios, Mentira, Tú eres mi destino y Por un puñado de oro, y obras como Cantos de hogar, de la música para la película mexicana “La edad de la inocencia”, que fue grabada con la Orquesta Sinfónica Nacional en 1962 y la Fantasía para piano y orquesta, publicada en 1964. 
El 1 de mayo de 1958 fue elegido Secretario General de la sección de compositores del Sindicato Nacional de Trabajadores de la Producción Cinematográfica de la República Mexicana, cargo en que posteriormente fue reelecto por ocho periodos consecutivos, fue además secretario general del mismo sindicado por dos periodos, de 1968 a 1970 y de 1976 a 1978; además fue el primer presidente de la Federación Mesoamericana de Autores, Realizadores e Intérpretes.
Fue elegido diputado federal por el I Distrito Electoral Federal de Quintana Roo para la L Legislatura de 1976 a 1979, fue declarado hijo predilecto de Quintana Roo el 17 de noviembre de 1973.